# Rareș Dumitrescu

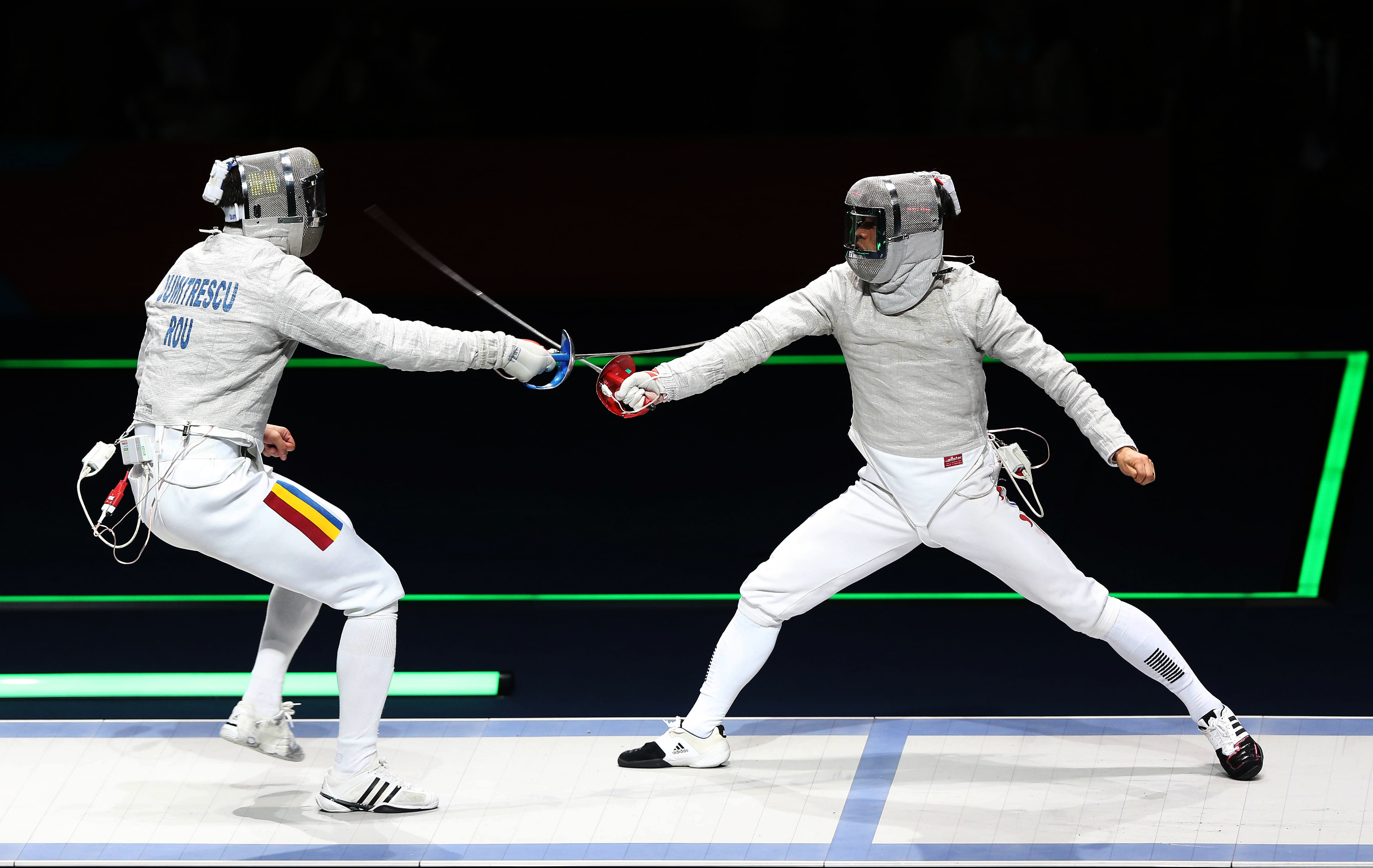
Rareș Dumitrescu (links) im Olympiafinale 2012 gegen Korea-Süd.

Rareș Dumitrescu (* 24. Dezember 1983 in Brașov) ist ein rumänischer Säbelfechter und Weltmeister.
Er ficht für Dinamo Bukarest.

## Erfolge
Im Jahr 2006 wurde Rareș Dumitrescu in Izmir Mannschaftseuropameister. Außerdem erfocht er Gold beim Weltcup in Sofia, 2007 gelang ihm das Gleiche beim Weltcup in Budapest. 2008 erreichte er beim Grand Prix in Madrid den ersten Platz, bei den Olympischen Sommerspielen in Peking belegte Dumitrescu den elften Platz im Einzel. Im Jahr 2009 besiegt Dumitrescu bei den Weltmeisterschaften in Antalya den italienischen Fechter Aldo Montano, verlor jedoch das Finale gegen Nicolas Limbach und erhielt die Silbermedaille. mit der Mannschaft errang er Gold. Außerdem siegt er beim Weltcup in Warschau und abermals beim Grand Prix in Budapest, den er auch 2010 und 2011 gewann. Im Jahr 2012 bei den Olympischen Sommerspielen in London erhielt Dumitrescu Silber mit der rumänischen Mannschaft und erreichte den vierten Platz im Einzel.